# Расселл, Хью
Хью Расселл (ирл. Hugh Russell; 15 декабря 1959, Белфаст — 13 октября 2023, Белфаст) — ирландский боксёр наилегчайшей весовой категории, выступал за сборные Ирландии и Северной Ирландии во второй половине 1970-х годов. Бронзовый призёр летних Олимпийских игр в Москве, обладатель бронзовой медали Игр Содружества, победитель многих международных турниров и национальных первенств. В период 1981—1985 боксировал на профессиональном уровне, владел титулом чемпиона Великобритании.

## Биография
Хью Расселл родился 15 декабря 1959 года в Белфасте. Первого серьёзного успеха на ринге добился в 1978 году, когда в наилегчайшем весе завоевал бронзовую медаль Игр Британского Содружества наций в Эдмонтоне. Благодаря череде удачных выступлений удостоился права защищать честь Ирландии на летних Олимпийских играх 1980 года в Москве — сумел дойти здесь до стадии полуфиналов, после чего со счётом 0:5 проиграл болгарину Петру Лесову. Получив бронзовую олимпийскую медаль, Расселл решил попробовать себя среди профессионалов и покинул сборную.
Профессиональный дебют Расселла состоялся в декабре 1981 года, своего первого соперника Джима Харви он победил техническим нокаутом в пятом раунде. В последующих месяцах провёл несколько удачных поединков, а в октябре 1982 года выиграл титул чемпиона Ирландии в легчайшей весовой категории. В начале 1983 года встретился с англичанином Джоном Фини в бою за звание чемпиона Великобритании — бой протекал ровно, но в тринадцатом раунде рефери дисквалифицировал Фини за частые преднамеренные удары головой. Победив, Расселл, тем не менее, оставался чемпионом не долго, уже при первой же защите уступил свои чемпионские пояса соотечественнику Дэви Лармору — все судьи единогласным решением признали его победителем (во многом на это решение повлиял нокдаун, в котором Расселл оказался в пятом раунде).
Несмотря на поражение, Расселл продолжил активно выходить на ринг и в январе 1984 года вновь стал чемпионом Великобритании (теперь уже в наилегчайшем весе), победив техническим нокаутом валлийца Кельвина Смарта. Впоследствии дважды защитил этот титул, и в 1985 году принял решение завершить карьеру спортсмена. Всего в профессиональном боксе провёл 19 боёв, из них 17 окончил победой (в том числе 8 досрочно), два раз проиграл.
Ещё с юных лет Хью Расселл любил фотографировать, поэтому сразу же по завершении спортивной карьеры устроился фотографом в одно из британских новостных изданий. Примечательно, что его первым фотоаппаратом был советский «Зенит», приобретённый во время Олимпиады в Москве.